# Ekaterina Krysanova
 (décembre 2021).
Si vous disposez d'ouvrages ou d'articles de référence ou si vous connaissez des sites web de qualité traitant du thème abordé ici, merci de compléter l'article en donnant les références utiles à sa vérifiabilité et en les liant à la section « Notes et références ».
Ekaterina Valerievna Krysanova (russe : Екатерина Валерьевна Крысанова) est une danseuse principale (« étoile ») russe au Ballet du Bolchoï,.Moins médiatisée que sa collègue Natalia Ossipova elle est une valeur sûre du Bolchoï et fait partie de la nouvelle et talentueuse génération de danseuses de cette compagnie à l'instar d'Anna Nikoulina, d'Anna Leonova, ou encore de Nelli Kobakhidze).

## Biographie
Ekaterina Kryssanova, est née le 22 mars 1985, à Moscou. À l'âge de neuf ans, elle présente le concours d'entrée à l'école de danse du Bolchoï. Elle est recalée avant d'intégrer le ballet à seize ans. Diplômée de l'École de danse de la compagnie, elle est engagée dans le corps de ballet dès la fin de son cycle scolaire, en 2003. Elle étudie ensuite sous la direction de Svetlana Adyrkhaïeva.

## Carrière

### Danse « classique »
En 2009, Krysanova est invitée par le Bayerisches Staatsballet Munich pour danser le rôle de Medora dans Le Corsaire, et fait ses débuts sur la scène du Bolchoï dans le rôle de Kitri de Don Quichotte, ainsi que dans le rôle principal du Clair Ruisseau.
Enfin, elle crée le rôle de l'Aurore à l'occasion de la révision du ballet Coppélia par Youri Burlaka. Au mois d'octobre de cette même année, elle est nommée soliste du Ballet du Bolchoï.
Durant la saison 2010/2011, elle ajoute à son répertoire les rôles principaux de Roméo et Juliette, La Fille du Pharaon, La Esmeralda et Flammes de Paris, puis participe à la création d'Illusions perdues (par Alexeï Ratmansky à partir du livre d'Honoré de Balzac). Dans le même temps, elle est régulièrement distribuée par le Bolchoï lors des tournées à l'étranger et diffusée en Mondovision dans les spectacles de danse retransmises « en direct » du Bolchoï via les salles de cinéma du groupe Pathé.
Ekaterina Krysanova est nommée Danseuse Principale le 3 décembre 2011, à l'issue d'une représentation du Clair ruisseau sur la scène historique du Bolchoï.
En 2017, elle danse Lyuska, la petite amie aguicheuse et cruelle du gangster Yashka dans L'Âge d'or aux côtés de Nina Kaptsova.

### Autres activités
Parallèlement à son activité au sein de la compagnie, Krysanova, artiste aux multiples facettes, présente des concours de « Showdance » comme le Festival européen de la danse, le Concours Eurovision de la danse, l'Adriatic Pearl de Dubrovnik (2017-2018) ou encore la Coupe moscovite du Kremlin (2019) dans lesquels on peut la voir interpréter des danses sud américaines (Tango, Rumba, Paso doble…).

## Technique
Moins spectaculaire et moins « gymnaste » que sa collègue Osipova, Krysanova développe une danse moins exubérante mais animée d'une sensibilité plus importante. A ses qualités de ballerine qui sont immenses, elle ajoute des qualités d'actrice et se coule dans la peau du personnage qu'elle interprète rendant ses jeux de scène en parfaite adéquation avec l'action.

## Récompenses
- 2002 : troisième prix du concours Vaganova de Saint-Pétersbourg
- 2005 : deuxième prix du Concours international de ballet de Moscou
- 2015 : Masque d'or pour le rôle de Katharina dans La Mégère apprivoisée

## Répertoire
- Casse-noisette : poupée espagnole
- La Bayadère : Gamzatti, Ombre
- La Fille du Pharaon : Aspicia, Fleuve Guadalquivir
- Le Clair Ruisseau : la danseuse classique, Zina, l'amie de Zina
- La Belle au bois dormant  : Aurore, Fée Violente
- La Légende de l'amour : une amie de Shireen
- Roméo et Juliette : Juliette
- Les Présages : Tentation
- Le Lac des cygnes : Odette-Odile, fiancée polonaise, une amie du Prince
- Don Quichotte : Kitri, une Dryade, une demoiselle d'honneur
- Giselle : une amie de Giselle, une Wili
- La Sylphide : la Sylphide
- Cendrillon : Cendrillon, Automne, une valseuse
- Le Corsaire : Medora, Gulnare, une odalisque
- Les Flammes de Paris : Jeanne, Amour, Mireille de Poitiers
- La Esmeralda : Esmeralda, Fleur-de-Lys
- Spartacus : Aegina
- Coppélia : l'Aurore
- Illusions perdues : Florine
- La Mégère apprivoisée : Katharina

## Filmographie
- The Golden Age ( (L'Âge d'Or), aux côtés de Nina Kaptsova, Bel Air.